# Elliot Sperling

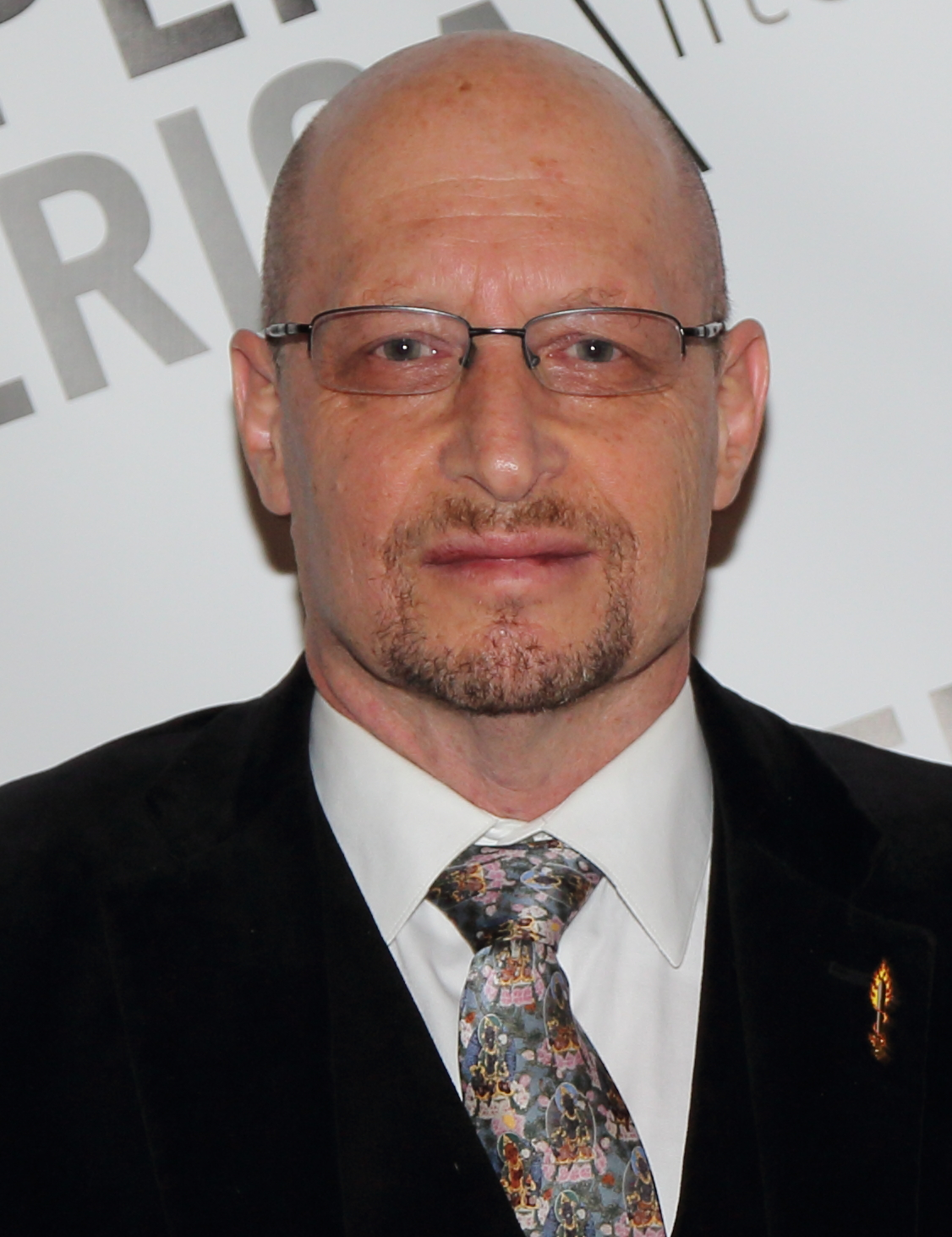
Sperling in 2014

Elliot Sperling (New York, 4 januari 1951 - eind januari 2017) was een Amerikaans historicus, sinoloog en tibetoloog.
Sperling behaalde zijn bachelor aan Queens College in New York. Hij was Associate Professor aan de Indiana-universiteit in Bloomington, Indiana, en gespecialiseerd in de geschiedenis van Tibet en Tibetaans-Chinese relaties.
Hij overleed op 66-jarige leeftijd.